# 特搜戰隊刑事連者
《特搜戰隊刑事連者》，是由日本東映製作的《超級戰隊系列》第28部特攝作品，於2004年（平成16年）2月15日至2005年2月6日期間每週日上午7時30分在朝日電視台首播。

## 作品特色
- 首部以「警察」作為主題的《超級戰隊系列》作品。
- 有別於以往作品，此作並沒有固定與戰隊敵對的組織。
- 此作的每集標題全為對應其英語的片假名。
- 此作品曾為《超級戰隊系列》中擁有最多戰士的戰隊，如果將只在Episode. 40登場的刑事Bright以及只在劇場版登場僅數秒刑事Gold也計算在內，則有十名戰士於此作登場[註 1]。
- 繼《五星戰隊大連者》及前作《爆龍戰隊暴連者》後，再次將男性白色戰士設定為追加戰士。
- 首次出現銀色的女性戰士，以及繼《救急戰隊GoGo V》之後第二次出現金色的女性戰士，但兩者皆並非正式戰士。
- 此篇的製作方針為「不過度依賴合成技術」及「重視質感」這兩點，其製作手法為實拍與CG並用而引起話題。
- 此作雖於2005年2月完結，但其魅力不減，並於2006年第46屆日本科幻大會上獲得「星雲賞」（電影·表演·多媒體部門）。該獎項由科幻迷投票選出，為《超級戰隊系列》有史以來第一次獲獎。

## 故事概要
在宇宙中與各行星間的來往已實現，地球人與外星人之間的交流也不再稀奇的時代中，犯罪的型式也有所改變，地球人沒有的特殊能力及科學技術被用於犯罪，而這些犯罪卻已超過了地球的警察的處理能力，而負責打擊宇宙犯罪活動的行政機關「Special Police 刑事連者（S.P.D）」亦因而成立。
於地球出身的刑事連者候補生赤座伴番，他於後來亦正式成為刑事並被赴任駐守地球署，而同樣作為地球署刑事的還有頭腦冷靜的戶增寶兒、推理能力出眾的江成仙一、超能力者禮紋茉莉花以及個性活潑可愛的胡堂小梅。

## 登場角色

### S.P.D
正式名稱為「Special Police Dekaranger」，通稱「宇宙警察」或「刑事連者」，為由眾星球聯邦成立，以打擊宇宙犯罪活動及維護宇宙和平的行政機關。

#### 地球署
地球署，為刑事連者在地球的支部。
赤座 伴番（あかざ ばんばん）／ 刑事Red
演：載寧龍二
暱稱「番」，於初登場時被正式成為刑事並被赴任駐守地球署。
擁有強烈的正義感，但其個性較為橫衝直撞，在警校時期是一個讓人頭痛的問題兒，然而作為刑事的他其辦案能力卻為出眾。
後期被初代刑事Red（候補）玉看中並被邀加入即將成立的宇宙警察機關「Fire Squad」，而最後在亞布雷拉被處決後便正式調往Fire Squad。
其他登場作品：《海賊戰隊豪快者》、《非公認戰隊秋葉原連者》、《宇宙戰隊九連者》
戶增 寶兒（とます ほうじ）／ 刑事Blue
演：林剛史
暱稱「寶兒」。
其個性冷靜、頭腦清晰，並且愛說英語用詞。
於警校時期則為高材生，並精通電腦操作跟射擊，故於隊伍中亦作為隊長的存在，而在杜基不在刑事Base期間亦會擔任代理地球署署長。
番對其愛稱為「伙伴」，然而兩人皆為互相鬥嘴的冤家；另外其自身亦有一個已有結婚對象之妹妹。
初期能力出眾的他則以成為特凶為目標，然而於知悉其特凶考試之任務目標罪犯湊巧為其暗戀對象的弟弟後，作為宇宙警察的寶兒亦對之審判及取得對方的刪除許可後亦逼於無奈下將對方處決，其後心存愧疚感的寶兒卻選擇回退特凶的邀請。
江成 仙一（えなり せんいち）／ 刑事Green
演：伊藤陽佑
暱稱「仙／仙醬」。
擁有非凡的直覺與優秀的推理能力，需要沉思時反而會倒立，而其個性溫和但憎惡欺負弱小的人。
對小梅有好感且暗戀其。
其他登場作品：《宇宙戰隊九連者》
禮紋 茉莉花（れいもん まりか）／ 刑事Yellow
演：木下亞由美
暱稱「Jasmine」。
是位具有接觸感應的超能力者，擁有藉觸摸對象甚至對方曾觸碰之物體以讀取其心靈及記憶，亦因此平時需要一直配戴手套。
童年時亦因為擁有超能力而被父母遺棄甚至遭到同儕排斥，而自暴自棄的她於一次偶然下遇上外星人罪犯，隨後被杜基所救及安慰後便立志成為宇宙警察。
習慣替外星人罪犯或怪重機取綽號，說話時亦常說些老掉牙且跟不上時代的流行語或用詞。
其他登場作品：《海賊戰隊豪快者》、《英雄媽媽★聯盟》
胡堂 小梅（こどう こうめ）／ 刑事Pink
演：菊地美香
暱稱「梅子」。
個性天真無邪的女生，活潑開朗但有點孩子氣，並且做事亦常撞板。
善於變裝，也有自願參加臥底的膽魄，並且有時亦會安慰及鼓勵犯罪現場的受害者。
喜歡泡澡，甚至更替浴室裡的三隻黃色小鴨玩具取名為「梅夫」、「梅之助」與「梅五郎」。
其他登場作品：《豪快者 護星者 超級戰隊199英雄大決戰》、《宇宙戰隊九連者》
姶良 鐵幹（あいら てっかん）／ 刑事Break
演：吉田友一
暱稱「鐵」，於Episode. 22初登場。
是個現實主義者，個性開朗卻帶有些許傲慢，但亦因此在辦案時卻有不懼怕的精神，另外其口頭禪為「Nonsense（荒謬）」。
其父母於自己童年時被外星人罪犯殺害，後來則被宇宙警察本部收養並接受其精英教育。
初登場時為所屬特凶一班的搜查官及被刑事連者總部派遣前往地球跟進希魯茲三兄弟之案件，並且初期亦對番五人的辦案能力存有批評的態度，然而在事件期間卻被五人的辦事作風所感動過後而對五人改觀，而在希魯茲三兄弟案解決過後亦獲得總部批准暫時駐守地球署及稱呼五人為「前輩」。
最後在番被調至Fire Squad後亦正式被分發駐守地球署。
其他登場作品：《轟轟戰隊冒險者VS超級戰隊》
杜基·古魯加／ 刑事Master
聲：稻田徹
外貌為犬的阿努比斯星人，為地球署署長兼指揮官，而番六人對其稱呼為「Boss」。
在地球署成立前就曾被派遣至地球，及後亦被刑事連者總部任命為首任地球署署長。
是位用劍高手，並師承宇宙最強劍術「銀河一刀流」。而擁有豐富的實戰經驗的他亦讓不少外星人罪犯所懼怕，故而擁有外號「地獄的守門犬」之稱。
其他登場作品：《海賊戰隊豪快者》、《豪快者 護星者 超級戰隊199英雄大決戰》、《宇宙戰隊九連者》、《連續4週特別篇 超級戰隊最強對戰!!》、《假面騎士聖刃 + 機界戰隊全開者 超級英雄戰記》、《國王戰隊帝王者 IN SPACE》
白鳥 天鵝（しらとり スワン）／ 刑事Swan
演：石野真子
地球署的機械工程師，而番六人對其稱呼為「天鵝姐」。
為外貌與地球人相似的奇尼紐星人，但她本身則擁有兩對耳朵（其中一對為羽翼狀）。
負責科技開發／維護及鑑證分析等後勤工作，另外雖然並非於前線進行刑事調查工作，但其自身仍能著裝強化服戰鬥。
與杜基為相識已久的老朋友；另外在休憩時則會透過喝茶放鬆自己。
瑪菲K9
配備AI的機械警犬，暱稱「瑪菲」，於Episode. 05初登場。
其個性古怪，卻擁有較一般警犬強的嗅覺跟偵測能力；另外當牠啃咬骨頭型鑰匙Key Bone後則會變形為雙槍管火箭炮D-Bazooka。
其他登場作品：《豪快者 護星者 超級戰隊199英雄大決戰》

#### 特凶
正式名稱為「特別指定凶惡犯罪對策搜查官」，通稱「特凶」，為負責跟進被特別指定的凶惡外星人罪犯之案件的搜查官。
有別於一般刑事連者之刑事，其警徽則為金色，而其行使權利亦較一般刑事高。
姶良 鐵幹（あいら てっかん）／ 刑事Break
參照地球署。
麗莎·蒂格爾／ 刑事Bright
演：七森美江
於Episode. 40登場。
盧米艾爾星人，為特凶一班的首席搜查官，亦為鐵的上司。
嚴格無私，認為執行任務時不該夾雜任何感情。
為追查外星人罪犯科拉切克而親赴地球，並因發現鐵的轉變而意欲將其帶回總部重新訓練，後來在行動期間目睹鐵的成長跟番五人的辦案作風以及杜基與天鵝的解釋下，故在案件解決後亦決定讓鐵繼續留在地球署。

#### 其他刑事連者
努馬·O
聲：岸野一彦
於Episode. 22初登場。
有著鵰外貌的賀爾斯星人，為率領全宇宙警察的刑事連者總部長官。
文達
聲：楠見尚己
於Episode. 32初登場。
有著猩猩外貌的托度星人，為SWAT模式訓練的執行教官。
與杜基跟天鵝為舊識，而其自身最喜歡吃香蕉。
克拉連斯K9
文達的機械警犬助手，於Episode. 32-33登場。
玉·羅
聲：浪川大輔
於Episode. 47初登場。
為有著獅子外貌的雷昂星人，在地球署剛成立時為第一代刑事Red（候補），故亦為寶兒、仙與Jasmine的恩師，然而於一次跟進外星人罪犯堤利X的行動中為保護遇險的寶兒跟Jasmine而傷及腿部，自此便不再執行宇宙警察的前線任務，其後更銷聲匿跡。
後來因寶兒跟Jasmine重遇仍生還的堤利X而迷失自我，故番亦特意找尋及請求玉予兩人訓話；而在事件解決過後，玉亦解釋當時與眾人失聯實為被總部任命秘密籌劃新的宇宙警察機關「Fire Squad」，而同樣玉亦看中番之能力而請求杜基予番加入Fire Squad。

### 外星人罪犯
外星人罪犯，為進行宇宙犯罪活動的罪犯。
亞捷圖·亞布雷拉
聲：中尾隆聖
有著蝙蝠外貌的雷恩星人，於Episode. 02初登場。
是個以金錢為上的武器商人，常向外星人罪犯銷售各種犯罪道具（如大型機械人「怪重機」），有時甚至會接受對方的委托事務，而對於常阻撓其賺錢的刑事連者（尤其為地球署）亦相當厭惡。
後期努馬·O長官亦總結各分部的情報得知：亞布雷拉為挑釁七個銀河星球間戰爭的始作俑者，甚至只為了賺錢而消滅第12銀河。
後來他聯同其僱用的四名外星人罪犯成功入侵刑事Base，並且操控刑事Base Robo破壞地球及意圖透過地球包圍網將前往地球支援的宇宙警察一網打盡。然而最後在番六人的努力下成功奪回刑事Base的控制權與及時阻止支援部隊接近地球，及後番六人在取得亞布雷拉的刪除許可後便以D-Bazooka將其處決。
其他登場作品：《海賊戰隊豪快者 The Movie 飛天幽靈船》
多奈特
為三種與地球人等身的戰鬥型機械人。
安納奈特
聲：鹽野勝美、穴井勇輝
為三種多奈特中售價最低的機械人。
其使用武器為長刀Arna Knife以及光束槍Arna Beam Gun，另外其召喚器為銀黑色衛星型。
巴茲奈特
聲：鹽野勝美、穴井勇輝（分飾）
有著「X」字型頭部的戰鬥型機械人。
其售價較安納奈特高，而其使用武器為「X」字型劍Bart Sword以及槍械Bart Shot，並且能夠操縱怪重機及指揮安納奈特，另外其召喚器則為附有行星環的藍色行星型。
伊迦奈特
聲：中井和哉
有著尖錐頭部的戰鬥型機械人，於Episode. 07初登場。
其售價為三種多奈特中最昂貴，而其使用武器為劍Iga Sword、雙匕首Iga Blade以及槍械Iga Magnum，另外其召喚器則為附有尖刺的橘色恆星型。

## 刑事連者的裝備

### 武器／裝備
共同裝備：
S.P.D隊員服
為刑事連者身穿的工作制服。
一般男性刑事服飾皆為內搭短袖子T恤的高領外套搭配長褲；而女性刑事則為內搭長袖子高領T恤的外套搭配短裙，但有需要時則可搭配褲子。而每位刑事的外套上皆附有大型星形圖案，至於其警徽、外套背面、內搭T恤以及褲子／裙子皆有「S.P.D」字樣。另外其外套的雙袖子上皆附有進行鑑證工作用的手套D-Gloves。
至於長官級別的刑事則會身穿黑色風衣。
Deka Suit
刑事連者於變身後身穿的強化服。
當Deka Base收到來自變身者發出的變身信號後，Deka Base便會向釋放形狀記憶宇宙金屬Deka Medal之微粒子並依附於變身者上凝聚為Deka Suit。
SP Shooter
刑事連者所配備之小型手槍，主要為於變身前使用。
D-Bazooka
參照地球署。
一般刑事：
SP License
除了特凶外一般宇宙警察持有的執照兼警察手冊，而其執照顏色亦會依據持有者隸屬之星球及部門而有所不同。
具「變身」、「通信及數據分析」、「審判」以及讓外星人罪犯陷入幻覺之功能等：當中「審判」功能則為即時向宇宙的最高法院申請對外星人罪犯之起訴及判決，如果SP License最後呈現為「X」，即代表該罪犯可准許刪除（處決）；反之則會呈現代表無罪的「O」。
D-Arms
 D-Magnum 01/02
刑事Red於變身後使用的雙手槍。
01為重視威力的高能量槍；而02則為重視速射性的高脈衝束槍，而兩支槍亦可併結為Hybrid Magnum。
       D-Knuckle
刑事Blue、Green、Yellow與Pink於變身後使用的格鬥武器。
其自身能釋放衝擊波與閃光，另外四人亦可以其與D-Rod或D-Stick併結。
   D-Rod
刑事Blue與Green使用的可伸縮警棍。
其自身可釋放衝擊波及電磁波，另外其前端則為可承受30噸重物的開合式爪子。
刑事Blue與Green兩人各配備的D-Rod規格亦有所不同：刑事Blue以其與D-Knuckle的併結型態為狙擊槍D-Sniper；而刑事Green的則為熱線槍D-Blaster。
   D-Stick
刑事Yellow與Pink使用的可伸縮十手。
與D-Rod相比其重量則較前者輕巧，而其自身則能釋放能量光束、具磁性的標記用墨水以及裝備硬幣型炸彈Zeni Bomb。至於與D-Knuckle的併結型態為脈衝束槍D-Shot。
 刑事Master：
Master License
杜基持有的執照兼警察手冊，而其功能則與SP License無異。
D-Sword Vega
刑事Master於變身後使用的長劍，於Episode. 13初登場。
其劍格為狼的頭部，並可釋放光束彈；至於其劍刃部分則能釋放超音波。
   特凶：
Brace Throttle
特凶持有的腕環型裝備，於Episode. 22初登場。
除了具備與SP License同樣的「變身」、「通信及數據分析」以及「審判」功能外，其亦與使用者的Deka Suits連接，而著裝者可透過扭動手環的機車油門桿以增強其配戴手臂之攻擊速度及威力。
Deka Vehicle
為刑事連者於巡邏時駕駛之警車，而其外觀則與一般警察車輛無異。
   Machine Doberman
主要由番／刑事Red與Jasmine／刑事Yellow駕駛的高速巡邏警車，而其最高時速為每小時500公里。
   Machine Bull
主要由仙／刑事Green與梅子／刑事Pink駕駛的巡邏警車。
具備自動駕駛系統，而其最高時速為每小時350公里。
 Machine Husky
主要由寶兒／刑事Blue駕駛的警用摩托車，而其最高時速為每小時300公里。
 Machine Boxer
為特凶專屬的單輪警用摩托車，於Episode. 23初登場。
SWAT模式
正式名稱為，為刑事連者於經過嚴格訓練後取得的強化裝備模式，於Episode. 33首次出現。
D-Revolver
SWAT模式的主要武器，為雙槍口的轉輪機關槍。
以吸收空氣中的離子能源轉化為能量光束彈高速射擊，而在裝備SP License後亦能將D-Revolver的功率發揮至最大。
SWAT Vest、Leg Armor
兩者分別為SWAT模式的防彈背心跟腿甲，其中SWAT Vest更能裝備SP License。
感知System
裝備於Deka Suits頭盔右側的鏡頭。
具備「夜視」、「熱感應」及「透視」等功能，以搜索使用光學迷彩之敵人。
通信System
裝備於Deka Suits頭盔左側的通訊裝備。
除了具語音通訊功能外，使用者亦可將其目睹的現場情況與同僚進行視訊共享。

### 大型機械
Deka Base
地球署的基地。
其頂部為犬的頭部，並可轉換為移動型態的Deka Base Crawler及大型機械人型態Deka Base Robo。
Deka Base Crawler以其上背部的光束炮釋放Crawler Beam攻擊；而在變形為Deka Base Robo時，由於需要以90度角豎立整個基地，故在變形前則會有廣播通知內部職員前往安全區域暫避。而變形後的Deka Base Robo則會以從手指釋放之導彈Finger Missile及雙膝上的光束板Knee Press Beam攻擊。而其必殺技為從胸膛上的放熱板釋放之光束「Volcanic Buster」，而其射程則能摧毀整個星球。
Deka Machine
為能應對與外星人罪犯操縱的怪重機戰鬥、進行救援工作或運送危險品等而研發的大型機體。
 Patrol Striker
刑事Red駕駛的六輪高速戰鬥車。
配備兩個機械手臂，並可單獨搭載Dekaranger Robo的Judgment Sword斬擊，另外其自身亦能於宇宙空間飛行。
為Dekaranger Robo的頭部與身軀。
 Patrol Gyro
刑事Blue操縱的自轉旋翼機。
配備武器為火神炮Gyro Vulcan、磁力吸盤以及具傳送功能的手銬等。
為Dekaranger Robo的左腿。
 Patrol Trailer
刑事Green駕駛的大型拖車。
搭載及使用武器為可伸縮刀刃以及作為Dekaranger Robo的手槍Signal Cannon，而後者可釋放破壞光束、高壓水柱以及封鎖線膠帶等。
為Dekaranger Robo的右腿。
 Patrol Armor
刑事Yellow駕駛的裝甲車。
其機體為所有Deka Machine中最堅硬；而配備武器為具威嚇作用的大型照明燈。
為Dekaranger Robo的右手臂。
 Patrol Signer
刑事Pink駕駛的廣報車。
其沒有配備任何攻擊武器，而其上方則設有大型屏幕作為指揮現場之用，另外其自身亦能於水面行駛。
為Dekaranger Robo的左手臂。
 Deka Bike／Deka Bike Robo
刑事Break駕駛的大型摩托車，於Episode. 22初登場。
具「摩托車」與「大型機械人」兩種型態：「摩托車」型態以機體兩側之光束炮攻擊；至於「大型機械人」型態則以雙臂刃Sleeve Sword為武器，另外其雙拳頭亦能釋放衝擊波。
其必殺技為「Sword Tornado」，為於地面滑行一段後升上半空，並透過龍捲技以Sleeve Sword斬擊。
Patrol Wing
於Episode. 34初登場。
為能應付具飛行能力的怪重機而由天鵝研發的空戰型Deka Machine。
 Patrol Wing 1
刑事Red操縱的戰鬥機。
其機動性為所有Patrol Wing中最優秀，而其前端則配備兩門炮口發射能量光束彈。
為Dekawing Robo的頭部與身軀。
 Patrol Wing 2
刑事Blue操縱的戰鬥機。
其雙翼則配備炮口可發射光束彈與雷射光束，並擅長於空中靜止進行精密射擊。
為Dekawing Robo的雙手臂。
 Patrol Wing 3
刑事Green操縱的運輸型戰鬥機。
配備可裝載危險貨物的多用途貨櫃艙；而其前端亦配備兩門炮口發射能量光束彈。
為Dekawing Robo的雙脛部。
 Patrol Wing 4
刑事Yellow操縱的隱形戰機。
其機體為所有Patrol Wing中最堅硬；其前端亦配備兩門炮口發射能量光束彈、照明彈及催淚彈等。
為Dekawing Robo的右足部。
 Patrol Wing 5
刑事Pink操縱的廣報戰鬥機。
其配備大型揚聲器作為指揮現場之用；其前端亦配備兩門炮口發射能量光束彈及高壓水柱等。
為Dekawing Robo的左足部。

#### 合體型態
Dekaranger Robo
由Patrol Striker、Gyro、Trailer、Armor以及Signer五部Deka Machine合體之大型機械人，於Episode. 02初登場。
配備武器為裝備於Patrol Trailer之手槍Signal Cannon及裝備於Patrol Trailer的可伸縮刀刃及Patrol Armor的照明燈組合之Judgment Sword，而其必殺技為以Signal Cannon槍擊敵人之「Justice Flasher」。
Riding Dekaranger Robo
為Dekaranger Robo騎乘Deka Bike之組合型態，於Episode. 23初登場。
其必殺技為透過集結Dekaranger Robo與Deka Bike之能量提升的Justice Flasher威力之「Riding Justice Flasher」。
Super Dekaranger Robo
為Dekaranger Robo與Deka Bike合體之大型機械人型態，於Episode. 26初登場。
能藉著其背部的可活動推進器進行游標式移動；至於其必殺技則為以雙拳頭在一秒內揮出80拳之「Gatling Punch」。
Dekawing Robo
為五台Patrol Wing合體之大型機械人，於Episode. 34初登場。
其使用武器為雙手槍Pat Magnum，而其自身亦可變形為大型雙槍口槍械「Dekawing Cannon」。至於其必殺技亦為以Dekawing Cannon型態發射之兩枚大型能量光束彈「Final Buster」。

## 製作團隊
製作人員：
- 原作：八手三郎
- 製作人：
  - tv asahi：Schreck Hedwig
  - 東映：土田正通、塚田英明
  - 東映Agency：矢田晃一

- 劇本：荒川稔久、武上純希、横手美智子
- 導演：渡邊勝也、辻野正人、竹本昇、坂本太郎、中澤祥次郎、鈴村展弘
- 動作導演：石垣廣文、竹田道弘、新堀和男
- 配樂：龜山耕一郎
- 特攝導演：佛田洋
- 製作：tv asahi、東映、東映Agency

皮套演員：
-  刑事Red：福澤博文、大林勝、大藤直樹（Episode. 50）
-  刑事Blue：今井靖彦、竹内康博（Episode. 50）
-  刑事Green：三村幸司、永瀨尚希（代演）
-  刑事Yellow：橋本惠子、中川素州（代演）
-  刑事Pink：小島美穗
-  刑事Master：日下秀昭、福澤博文（Episode. 13）、岡元次郎（代演）
-  刑事Break：大岩永德、佐藤賢一（Episode. 50）
-  刑事Swan：小野友紀

## 播放列表
以下時間以當地時間（日本時間）為準：
| 日本首播日期 | 集數 | 標題 （日語） （英譯）（漢譯） | 主役外星人／外星機械一方 | 編劇       | 導演       |
| ------------ | ---- | ------------------------------ | --- | ---------- | ---------- |
| 2004/02/15   | 1    | （）火球·新人                  | - 迪亞曼迪星人 唐·蒙耶達 （聲、演（人類型態）：菊池隆則） - 拉布里星人 巴蘭·蘇（Episode. 01） - 怪重機 Fan Crusher（Episode. 02） | 荒川稔久   | 渡邊勝也   |
| 2004/02/22   | 2    | （）機械人·衝擊                | - 迪亞曼迪星人 唐·蒙耶達 （聲、演（人類型態）：菊池隆則） - 拉布里星人 巴蘭·蘇（Episode. 01） - 怪重機 Fan Crusher（Episode. 02） | 荒川稔久   | 渡邊勝也   |
| 2004/02/29   | 3    | （）完美·藍色                  | - 格羅扎星人 希魯希布（Episode. 03） （聲：酒井敬幸） - 里可莫星人 凱巴基亞 （聲：戶部公璽） - 芙蘭格蘭特星人 - 衛里香 （演：吉木理沙） - 敏郎 （演：Ed山口） - 京子 （演：藤井佳代子） - 怪重機 - Devil Capture（Episode. 03） - Devil Capture 2（Episode. 04）                                                         | 荒川稔久   | 辻野正人   |
| 2004/03/07   | 4    | （）網絡·潛進                  | - 格羅扎星人 希魯希布（Episode. 03） （聲：酒井敬幸） - 里可莫星人 凱巴基亞 （聲：戶部公璽） - 芙蘭格蘭特星人 - 衛里香 （演：吉木理沙） - 敏郎 （演：Ed山口） - 京子 （演：藤井佳代子） - 怪重機 - Devil Capture（Episode. 03） - Devil Capture 2（Episode. 04）                                                         | 荒川稔久   | 辻野正人   |
| 2004/03/14   | 5    | （）伙伴·瑪菲                  | - 安利星人 貝魯頓 （聲：三宅健太） - 多爾托克星人 馬諾·馬克 （演：美濃介） | 荒川稔久   | 竹本昇     |
| 2004/03/21   | 6    | （）綠色·謎團                  | - 十扎星人 布萊迪 （聲：沼田祐介） - 利度米哈星人 - 卡薩絲 （聲、演（人類型態）：林知花） - 卡米雅 （演（人類型態）：福田峰子） | 荒川稔久   | 竹本昇     |
| 2004/03/28   | 7    | （）肅靜·心靈感應              | - 庫奧達星人 達戈內爾 （聲：高戶靖廣） - 怪重機 Embers | 荒川稔久   | 渡邊勝也   |
| 2004/04/04   | 8    | （）彩虹·想像                  | - 庫奧達星人 達戈內爾 （聲：高戶靖廣） - 怪重機 Embers | 荒川稔久   | 渡邊勝也   |
| 2004/04/11   | 9    | （）監視·麻煩                  | - 薩姆薩星人 - 謝克 （聲：日下秀昭） - 邁拉 （演：中本奈奈） - 怪重機 Shinobi Shadow | 武上純希   | 坂本太郎   |
| 2004/04/18   | 10   | （）相信·我                    | - 薩姆薩星人 - 謝克 （聲：日下秀昭） - 邁拉 （演：中本奈奈） - 怪重機 Shinobi Shadow | 武上純希   | 坂本太郎   |
| 2004/04/25   | 11   | （）代價·狙擊手                | - 比利薩星人 維諾（基加迪斯） （聲、演：郷本直也） | 荒川稔久   | 中澤祥次郎 |
| 2004/05/02   | 12   | （）保姆·症候群                | - 奧卡娜星人 艾美 （聲：中山沙羅） - 怪重機 Devil Capture 3 | 荒川稔久   | 中澤祥次郎 |
| 2004/05/09   | 13   | （）正午·纏鬥                  | - 卡茲美利星人 賓·G （聲：檜山修之） - 怪重機 Terrible Tailor | 荒川稔久   | 竹本昇     |
| 2004/05/16   | 14   | （）請求·Boss                  | - 庫利斯度星人 法利 （聲：江川央生） - 怪重機 Devil Capture 4 | 荒川稔久   | 竹本昇     |
| 2004/05/23   | 15   | （）仿生人·少女                | - 堤坦星人 梅迪烏斯 （聲：小谷津央典） - 仿生人少女 梅莉亞（芙羅拉） （演：彩月貴央） - 怪重機 Cannon Gladiator（Episode. 15） - 機械怪獸·基加斯（Episode. 16） | 武上純希   | 渡邊勝也   |
| 2004/05/30   | 16   | （）巨大·毀滅者                | - 堤坦星人 梅迪烏斯 （聲：小谷津央典） - 仿生人少女 梅莉亞（芙羅拉） （演：彩月貴央） - 怪重機 Cannon Gladiator（Episode. 15） - 機械怪獸·基加斯（Episode. 16） | 武上純希   | 渡邊勝也   |
| 2004/06/06   | 17   | （）雙凸輪·天使                | - 帕菲庫星人 撒庫魯巴 - 歐茲啾星人 伊耶爾 （聲、演（人類型態）：Dandy坂野） | 荒川稔久   | 渡邊勝也   |
| 2004/06/13   | 18   | （）武士·丟失                  | - 佐伊納星人 貝托尼 （聲：岩尾万太郎） - 怪重機 Big Drawer | 荒川稔久   | 坂本太郎   |
| 2004/06/27   | 19   | （）假冒·藍色                  | - 烏仲星人 金杰 （聲：堀之紀） - 怪重機 Shinobi Shadow 2 | 荒川稔久   | 坂本太郎   |
| 2004/07/04   | 20   | （）奔跑中·英雄                | - 格爾瑪星人 拜茲·戈亞 （聲：關智一） - 怪重機 Cannon Gladiator 2 | 橫手美智子 | 竹本昇     |
| 2004/07/11   | 21   | （）瘋狂的·兄弟                | - 利巴西亞星人 希魯茲三兄弟 - 普列茲 （聲：土田大） - 邦戈布林（Episode. 21-22） （聲：櫻井敏治） - 撒丘芭絲 （演：蒲生麻由） - 怪重機 God Pounder（Episode. 21＆23） | 武上純希   | 竹本昇     |
| 2004/07/18   | 22   | （）全速前進·精英              | - 利巴西亞星人 希魯茲三兄弟 - 普列茲 （聲：土田大） - 邦戈布林（Episode. 21-22） （聲：櫻井敏治） - 撒丘芭絲 （演：蒲生麻由） - 怪重機 God Pounder（Episode. 21＆23） | 荒川稔久   | 中澤祥次郎 |
| 2004/07/25   | 23   | （）勇敢·情感                  | - 利巴西亞星人 希魯茲三兄弟 - 普列茲 （聲：土田大） - 邦戈布林（Episode. 21-22） （聲：櫻井敏治） - 撒丘芭絲 （演：蒲生麻由） - 怪重機 God Pounder（Episode. 21＆23） | 荒川稔久   | 中澤祥次郎 |
| 2004/08/01   | 24   | （）可愛之人·談判者            | - 多拉多星人 戈爾度姆 （聲：黑田崇矢） - 巴里斯星人 - 亞迪卡·亞帕奇 （聲：島田敏） - 亞迪卡·亞帕奇 jr. （聲：松本幸） - 怪重機 Terrible Tailor 2 | 武上純希   | 辻野正人   |
| 2004/08/08   | 25   | （）證人·老奶奶                | - 斯皮里托星人 皮約伊 （聲：塩野勝美） - 神諾星人 哈庫特庫 （聲：鈴木黎子／演（人類少女型態）：近野成美） - 怪重機 Hunter Jet | 武上純希   | 辻野正人   |
| 2004/08/15   | 26   | （）冷酷·熱情                  | - 泰拉星人 達汀 （聲：佐藤正治） - 潘達尼星人 茲巴 （聲：髙階俊嗣） - 比斯星人 比靈克 （聲：下山吉光） - 怪重機 Ultimate Evil | 橫手美智子 | 坂本太郎   |
| 2004/08/22   | 27   | （）稀奇古怪的·囚犯            | - 巴利格星人 米利巴爾 （聲、演（人類型態）：大林勝） - 溫地星人 尼溫地 （聲：津久井教生） | 荒川稔久   | 坂本太郎   |
| 2004/08/29   | 28   | （）外星人罪犯·回歸            | - 史貝利安星人 杰尼歐 （聲：野田圭一） - 包奇星人 波拉培諾（Episode. 28） （聲：坂口候一） - 怪重機 - God Pounder（複製體）（Episode. 28） - Megaloria（Episode. 29） | 武上純希   | 竹本昇     |
| 2004/09/05   | 29   | （）鏡子·復仇者                | - 史貝利安星人 杰尼歐 （聲：野田圭一） - 包奇星人 波拉培諾（Episode. 28） （聲：坂口候一） - 怪重機 - God Pounder（複製體）（Episode. 28） - Megaloria（Episode. 29） | 武上純希   | 竹本昇     |
| 2004/09/12   | 30   | （）辣妹·危機                  | - 史諾普星人 - 法拉唯 （演：Aja） - 彼諾茲 （演：上口耕平） - 怪重機 - Night Chaser - Devil Capture 5 | 荒川稔久   | 中澤祥次郎 |
| 2004/09/19   | 31   | （）公主·訓練                  | - 托卡薩星人 - 伊奧·翁瑪爾里奇 （演：菊地美香（分飾）） - 戈查 （演：小杉勇二） - 瑪奇卡 （演：河野靜香） - 普可斯星人 杰奇爾 （聲：遠近孝一） - 怪重機 Cannon Gladiator 3 | 荒川稔久   | 中澤祥次郎 |
| 2004/09/26   | 32   | （）紀律·列隊                  | - 卡拉卡茲星人 撒洛亞 （聲：田中總一郎） - 霍茲星人 左達克 （聲：川津泰彥） - 怪重機 Hunter Jet（Episode. 32） | 橫手美智子 | 辻野正人   |
| 2004/10/03   | 33   | （）SWAT模式·啟動              | - 卡拉卡茲星人 撒洛亞 （聲：田中總一郎） - 霍茲星人 左達克 （聲：川津泰彥） - 怪重機 Hunter Jet（Episode. 32） | 橫手美智子 | 辻野正人   |
| 2004/10/10   | 34   | （）名流·遊戲                  | - 沙桑星人 吉內卡 （聲：山口勝平） - 漢度尼星人 迪喬 （聲：高瀨右光） - 坦迪星人 希洛加 （聲：北島淳司） - 燦貝納星人 金 （聲：鐵炮塚葉子） - 神諾星人 哈庫特庫 （聲：鈴木黎子） - 怪重機 - Million Missile - Ultimate Evil - Embers                                                                                     | 武上純希   | 鈴村展弘   |
| 2004/10/17   | 35   | （）未解決的·案件              | - 坦卡奧星人 - 拉扎·那姆朗 （聲：田中亮一） - 戈林·那希 （聲、演（人類型態）：藤田清二） - 也姆·湯姆昆 （演：七枝實） - 堤蘭星人 張·桑 （聲：加藤精三） - 怪重機 Night Chaser 2 | 武上純希   | 鈴村展弘   |
| 2004/10/24   | 36   | （）母親·宇宙                  | - 波嘭星人 海馬爾 （聲：龍田直樹） - 怪重機 - Devil Capture 6 - Franken Saurus | 橫手美智子 | 渡邊勝也   |
| 2004/10/31   | 37   | （）冷硬派·肆意                | - 麥庫星人 - 特蕾莎 （演：田中千繪） - 克洛德 （聲、演（人類型態）：辻本祐樹） | 荒川稔久   | 渡邊勝也   |
| 2004/11/07   | 38   | （）騎自行車·炸彈              | - 法爾法星人 耶可 （聲、演（成長型態）：中川翔子） - 阿拉頓星人 甘賈巴 （聲、演：岡本美登） - 怪重機 Cannon Gladiator 4 | 武上純希   | 竹本昇     |
| 2004/11/14   | 39   | （）安魂曲·世界                | - 尤伊瓦星人 米薇 （聲：富澤美智惠） - 怪重機 Megaloria 2 | 荒川稔久   | 竹本昇     |
| 2004/11/21   | 40   | （）金徽章·教育                | - 派洛星人 科拉切克 （聲：島田敏） - 超LL尺寸·Flame Gear | 橫手美智子 | 中澤祥次郎 |
| 2004/11/28   | 41   | （）訣竅·房間                  | - 阿撒希星人 甘基 （聲：高山南） - 扎本星人 唐·布拉科 （聲：宗矢樹瀨） - 基拉星人 唐·比安科 （聲：江川大輔） - 怪重機 Ultimate Evil 2 | 武上純希   | 中澤祥次郎 |
| 2004/12/05   | 42   | （）骷髏·談話                  | - 斯馬斯利納星人 尼卡雷德 （聲：柴本浩行） - 米諾羅星人 蒙汀 （聲：清川元夢） - 宇宙生物 布拉勞戈爾（兄） | 荒川稔久   | 坂本太郎   |
| 2004/12/12   | 43   | （）流星·浩劫                  | - 宇宙生物 布拉勞戈爾（弟） | 荒川稔久   | 坂本太郎   |
| 2004/12/19   | 44   | （）致命的·作戰                | - 波格登星人 彼斯凱士 （聲：草尾毅） - 杜基的師傅 （聲：柴田秀勝） - 怪重機 Big Drawer 2 | 武上純希   | 鈴村展弘   |
| 2004/12/26   | 45   | （）意外的·禮物                | - 阿摩利星人 巴丘 （聲：松野太紀） - 潘達尼星人 茲巴 （聲：髙階俊嗣） | 橫手美智子 | 鈴村展弘   |
| 2005/01/09   | 46   | （）求婚·恐慌                  | - 史凱格星人 馬修（希洛本） （聲：細井治／演（人類型態）：松本博之） - 怪重機 Hunter Jet 2 | 荒川稔久   | 中澤祥次郎 |
| 2005/01/16   | 47   | （）狂野之心·冷靜頭腦          | - 戴納摩星人 堤利X （聲：濱田賢二） | 武上純希   | 中澤祥次郎 |
| 2005/01/23   | 48   | （）火球·繼任                  | - 克朗星人 傑利費史 （聲：鹽屋浩三） - 西多蘭星人 基尼努 （聲：沼田祐介） - 怪重機 Million Missiles - Abu Trailer | 橫手美智子 | 竹本昇     |
| 2005/01/30   | 49   | （）惡魔們·Deka Base           | - 最強最凶惡的傭兵軍團 - 基多星人 烏尼加 （聲：中井和哉） - 多拉格星人 加尼梅迪 （聲：岸祐二） - 基摩星人 安戈爾（Episode. 49） （聲：園部啓一） - 札戈星人 絲琪拉 （聲：篠原惠美） - 燦貝納星人 金（Episode. 49） （聲：鐵炮塚葉子） - 神諾星人 哈庫特庫（Episode. 49） （聲：鈴木黎子） - 怪重機 Abtrex（Episode. 49） | 荒川稔久   | 竹本昇     |
| 2005/02/06   | 50   | （）永遠·刑事連者              | - 最強最凶惡的傭兵軍團 - 基多星人 烏尼加 （聲：中井和哉） - 多拉格星人 加尼梅迪 （聲：岸祐二） - 基摩星人 安戈爾（Episode. 49） （聲：園部啓一） - 札戈星人 絲琪拉 （聲：篠原惠美） - 燦貝納星人 金（Episode. 49） （聲：鐵炮塚葉子） - 神諾星人 哈庫特庫（Episode. 49） （聲：鈴木黎子） - 怪重機 Abtrex（Episode. 49） | 荒川稔久   | 竹本昇     |

## 音樂
片頭曲：
作詞：吉元由美
作曲：宮崎步
編曲：京田誠一
演唱：PSYCHIC LOVER
片尾曲：

作詞：藤林聖子
作曲：高取秀明
編曲：龜山耕一郎
演唱：佐佐木功、森之木兒童合唱團
（Episode. 17、24、27、31、35、39）
作詞：藤林聖子
作曲：Yumao
編曲：西端幸彦
演唱：Jasmine＆梅子（木下亞由美＆菊地美香）with DEKARANGER Boys（番（載寧龍二）、寶兒（林剛史）、仙（伊藤陽佑））
插曲：

作詞：八手三郎
作曲、編曲：龜山耕一郎
演唱：高取秀明

作詞・作曲：YOFFY
編曲：PSYCHIC LOVER、大石憲一郎
演唱：PSYCHIC LOVER

作詞：桑原永江
作曲：YOFFY
編曲：PSYCHIC LOVER、大石憲一郎
演唱：PSYCHIC LOVER

作詞：桑原永江
作曲、編曲：龜山耕一郎
演唱：高取秀明

作詞：荒川稔久
作曲：龜山耕一郎
編曲：高木洋
演唱：朝川弘子

作詞：桑原永江
作曲、編曲：龜山耕一郎
演唱：佐佐木功

作詞：藤林聖子
作曲、編曲：龜山耕一郎
演唱：堀江美都子

作詞：桑原永江
作曲、編曲：龜山耕一郎
演唱：遠藤正明

作詞：柳瀨嵩
作曲：泉拓
演唱：胡堂小梅（菊地美香）
角色曲：

作詞：桑原永江
作曲：吉川慶
編曲：岩崎元是
演唱：赤座伴番（載寧龍二）

作詞：吳龍彦
作曲：SOTARO@ZZ＆Aphie / 編曲：Principia Music feat.平川達也
演唱：戶增寶兒（林剛史）

作詞：伊藤陽佑
作曲、編曲：渡部傑魯
演唱：江成仙一（伊藤陽佑）

作詞：木下亞由美
作曲、編曲：渡部傑魯
演唱：禮紋茉莉花（木下亞由美）

作詞：菊地美香
作曲：杉浦篤
編曲：岩崎元是
演唱：胡堂小梅（菊地美香）

作詞、作曲：高取秀明
編曲：籠島裕昌
演唱：姶良鐵幹（吉田友一）

作詞：吉元由美
作曲、編曲：龜山耕一郎
演唱：白鳥天鵝（石野真子）
其他（形象曲）：

作詞：桑原永江
作曲、編曲：龜山耕一郎
演唱：載寧龍二與Junior SP合唱團

作詞：奥田明好
作曲：島崎早月
演唱：大門一也

演唱：PSYCHIC LOVER、五條真由美

演唱：PSYCHIC LOVER、五條真由美

演唱：PSYCHIC LOVER

## 其他相關媒體
劇場版：《特搜戰隊刑事連者 THE MOVIE Full Blast Action》
此作的劇場版作品，於2004年9月11日上映。
V-Cinema：
《特搜戰隊刑事連者VS暴連者》
此作與《爆龍戰隊暴連者》的聯動作品，於2005年3月21日發售。
《魔法戰隊魔法連者VS刑事連者》
此作與《魔法戰隊魔法連者》的聯動作品，於2006年3月10日發售。
《特搜戰隊刑事連者 10 YEARS AFTER》
此作的10週年紀念作品，於2015年10月7日發佈。
V-CiNext：
《SPACE SQUAD 卡邦 
VS刑事連者》
《SPACE SQUAD》系列的首部作品，為此作與《宇宙刑事卡邦》的聯動作品，於2017年7月19日發售。
《GIRLS in TROUBLE SPACE SQUAD EPISODE ZERO》
《SPACE SQUAD》系列的第二部作品，以圍繞Jasmine／ 刑事Yellow與梅子／ 刑事Pink以及其他《宇宙刑事》女角色之故事，亦為《卡邦VS刑事連者》之前傳，於2017年8月9日發售。
《特搜戰隊刑事連者20th Fireball・Booster》
此作的20週年紀念作品，於2024年6月7日先行限定上映及發佈，並於同年11月13日正式發售。
網上平台作品：《特搜戰隊刑事連者with蜻蜓王者》
為《特搜戰隊刑事連者20th Fireball・Booster》之前傳作品，並由東映特攝Fanclub製作，於2024年6月16日在其網上平台發佈。

## 超級英雄時間相關條目
- 《假面騎士劍》

## 海外播放

### 台灣
台灣八大戲劇台曾於2006年10月15日至2007年9月23日期間每週日上午9時30分首播國語配音版，並於當天下午3時重播。

### 香港
香港無綫電視翡翠台曾於2007年3月11日至2008年3月2日期間每週日上午9時30分首播粵語配音版。

## 外部連結
- 特搜戰隊DekaRanger(朝日電視台官網) （页面存档备份，存于）
- 特搜戰隊DekaRanger(東映官網) （页面存档备份，存于）
- 特搜戰隊DekaRanger(超級戰隊網)） （页面存档备份，存于）
- DVD 特搜戰隊DekaRanger特集（東映Video）